# Cockle Park
Cockle Park var en civil parish 1866–1955 när det uppgick i Hebron, i grevskapet Northumberland i England. Civil parish var belägen 5 km från Morpeth och hade 34 invånare år 1951.